# 英照皇太后
英照皇太后（えいしょうこうたいごう、1835年1月11日〈天保5年12月13日〉 - 1897年〈明治30年〉1月11日）は、孝明天皇の女御。明治天皇の嫡母（実母ではない）として皇太后に冊立された。旧名、九条 夙子（くじょう あさこ）。

## 生涯

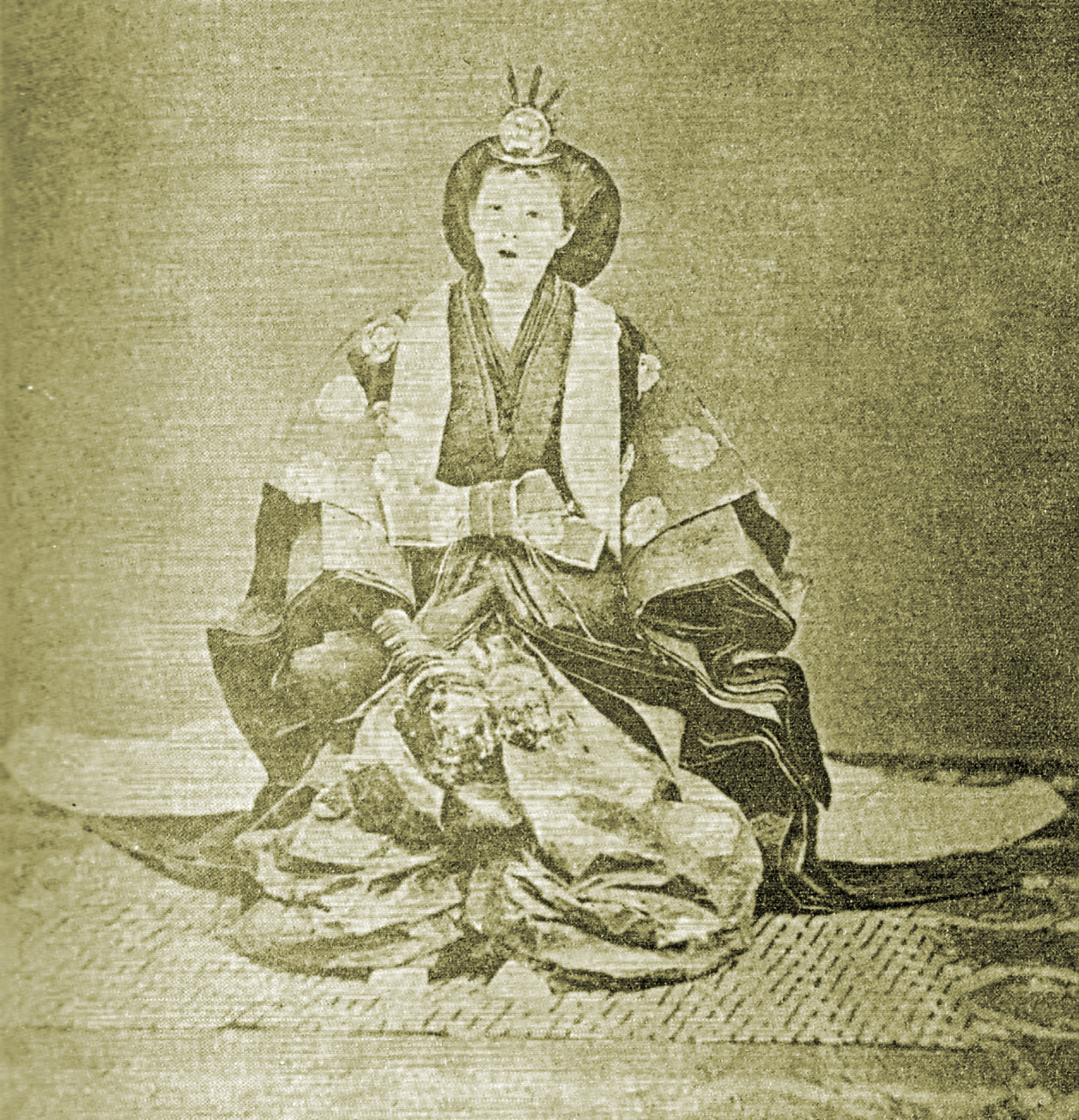
夙子（あさこ）

父は九条尚忠、母は賀茂神社氏人・南大路長尹の娘・菅山。九条道孝の実姉、貞明皇后の伯母にあたる。その為、昭和天皇から見れば、義理の曾祖母であり血縁上の大伯母。上皇からみれば義理の高祖母、血縁上の曾祖伯母ともなる。名は初め「基君（のりきみ）」。
山城国愛宕郡下鴨村（現：京都市左京区下鴨）の南大路家で誕生し、弘化2年（1845年）9月14日、12歳の時に、3歳年上の東宮・統仁親王（のちの孝明天皇）の妃となる。結婚翌年には孝明天皇が即位し、嘉永元年（1848年）12月7日に従三位に叙され、同月15日に入内して女御宣下を被る。孝明天皇は夙子の立后を望んだが、先ず准三宮に叙すべしという幕府の反対にあい、嘉永6年（1853年）5月7日、夙子は正三位・准三宮に上る。
嘉永3年（1850年）に第一皇女・順子内親王（1850年 - 1852年）、安政5年（1858年）に第二皇女・富貴宮（1858年 - 1859年）を出産。いずれも夭折したため、万延元年（1860年）7月10日、勅令により中山慶子所生の第二皇子・睦仁親王（当時9歳、後の明治天皇）を「実子」と称した。
33歳で夫孝明天皇の急逝に遭い、明治天皇即位後の慶応4年（1868年）3月18日、皇太后に冊立。皇后を経ずして皇太后となった。東京奠都後、明治5年（1872年）、赤坂離宮に遷御、明治7年（1874年）に赤坂御用地に移る。
明治30年（1897年）1月11日、崩御。享年64（満62歳没）。1月30日に「英照皇太后」の追号を奉られた。同年に大喪の記録として和装本『英照皇太后大喪記事』、『英照皇太后之御盛徳』、『英照皇太后陛下御大葬写真帖』が出されている。
御陵は京都市東山区今熊野の後月輪東北陵（のちのつきのわのとうほくのみささぎ）で、孝明天皇と同所である。
なお、京都大宮御所は、彼女のために慶応3年（1867年）造営されたものである。

## 人物
孝明天皇の影響からか能を好み、明治11年（1878年）には青山御所に能舞台が建てられている。
明治14年（1881年）に誕生した日本最初の能楽堂「芝能楽堂」も、皇太后の鑑賞に供することが設立目的の一つだった。
皇太后からの注文は時に本職の能楽師をすらたじろがせるほど「渋い」もので、当時名人と併称された梅若実と宝生九郎の2人にそれぞれ同じ曲を舞わせ、その芸の違いを楽しんだこともあった。

## 栄典
- 1888年（明治21年）11月1日  - 勲一等宝冠章[6]